# Quilmesaurus
Quilmesaurus là một chi khủng long, được Coria mô tả khoa học năm 2001.